# 후나히라야마역
후나히라야마역(일본어: 船平山駅)은 일본 야마구치현 야마구치시에 위치한 서일본 여객철도 야마구치 선의 철도역이다. 단선 승강장 1면 1선의 구조를 갖춘 지상역이다.

## 이용 현황
| 승차 인원 추이 | 승차 인원 추이 |
| 연도           | 1일 평균       |
| -------------- | -------------- |
| 1999           | 33             |
| 2000           |                |
| 2001           | 34             |
| 2002           | 22             |
| 2003           | 15             |
| 2004           | 12             |
| 2005           | 16             |
| 2006           | 13             |
| 2007           | 20             |
| 2008           | 17             |
| 2009           | 12             |
| 2010           | 9              |
| 2011           | 7              |
| 2012           | 8              |
| 2013           | 3              |
| 2014           | 6              |

## 역 주변
- 후나히라야마 스키장

## 역사
- 1947년 경 : 야마구치 선의 도쿠사 역 - 쓰와노 역 간에, 가승강장으로서 개업.
- 1954년 2월 1일 : 가정거장으로서 승격.
- 1961년 4월 1일 : 정식 역으로 승격.
- 1987년 4월 1일 : 일본국유철도 분할 민영화로 인해, 서일본 여객철도가 승계.
- 2013년 7월 28일 : 호우 재해로 인해 선로가 유실되어, 이 역을 포함한 미야노 역 - 마스다 역 간이 운행 중지. 지후쿠 역 - 쓰와노 역 간의 운행 재개는 2014년 8월 23일.

## 인접 역
| 서일본 여객철도 야마구치 선 | 서일본 여객철도 야마구치 선 | 서일본 여객철도 야마구치 선 |
| --------------------------- | --------------------------- | --------------------------- |
| 도쿠사 신야마구치 방면      | ■ 야마구치 선               | 쓰와노 마스다 방면          |